# Hemicalyptris isemera
Hemicalyptris isemera is een vlinder uit de familie roestmotten (Heliodinidae). De wetenschappelijke naam van deze soort is voor het eerst geldig gepubliceerd in 1933 door Meyrick.
De soort komt voor in tropisch Afrika.